# Jurisprudența Curții de Justiție a Comunităților Europene
Jurisprudența este utilizată pe plan internațional pentru a se face referire la norme juridice care rezultă dintr-un set de decizii convergente ale instanțelor. Jurisprudența Curții de Justiție a Comunităților Europene este deosebit de bogată în decizii cu privire la interpretarea tratatelor, directivelor și regulamentelor comunitare. Reprezintă un izvor al dreptului comunitar. 